# Turbinaria

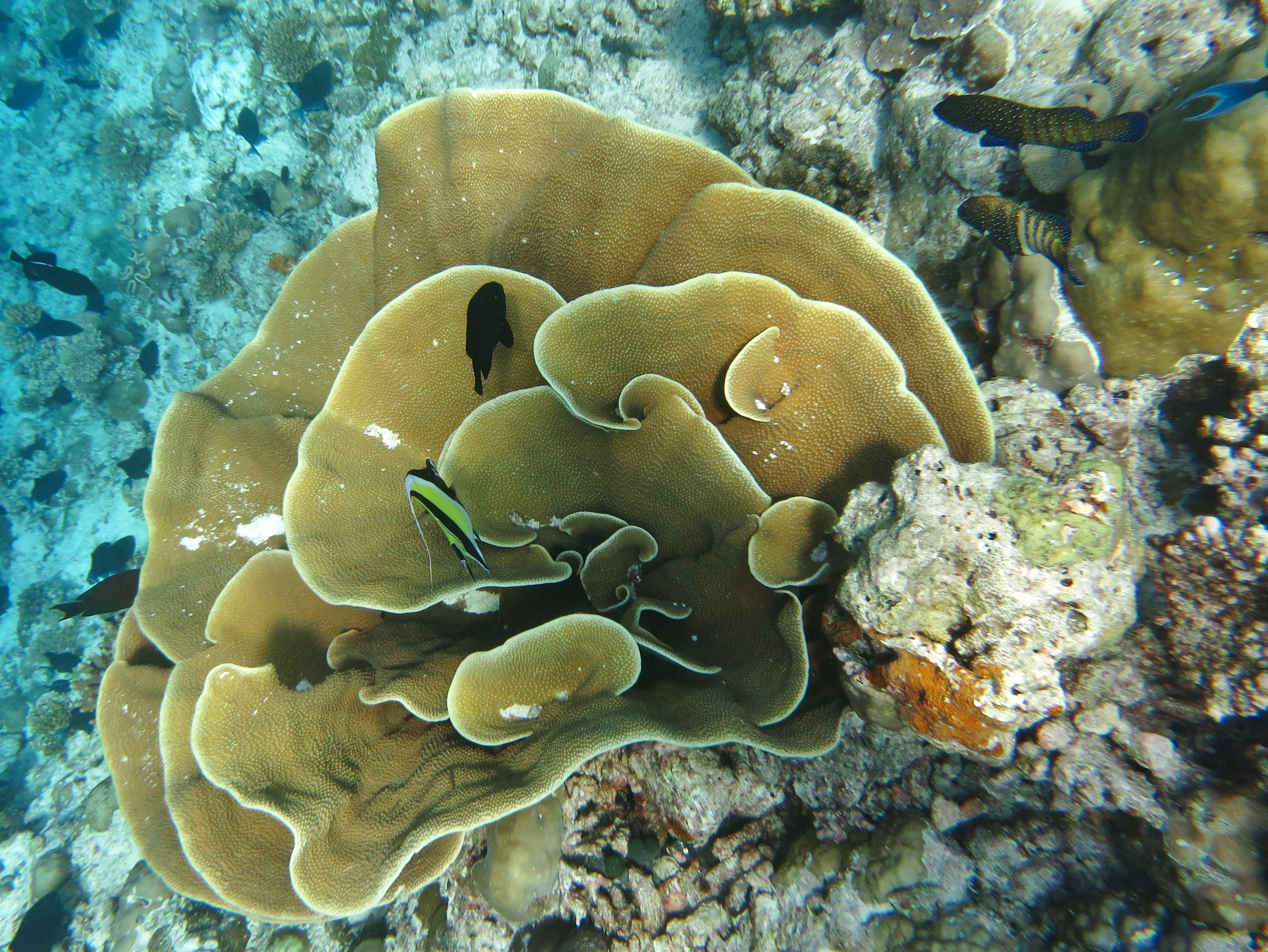
Turbinaria mesenterina

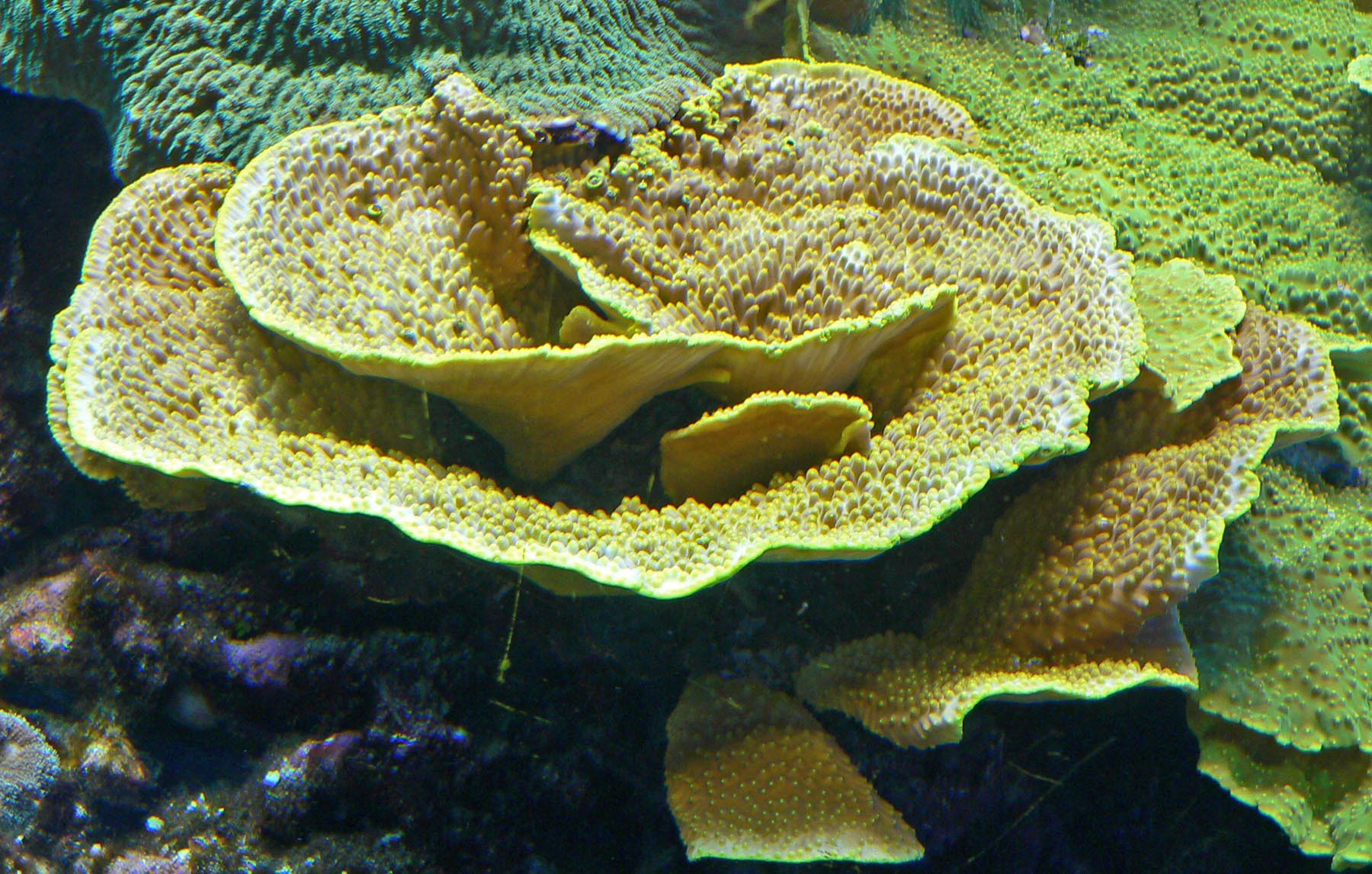
Turbinaria reniformis

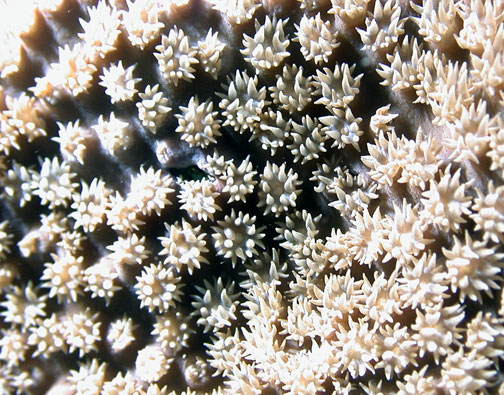
Turbinaria stellulata

A Turbinaria a virágállatok (Anthozoa) osztályának a kőkorallok (Scleractinia) rendjébe, ezen belül a Dendrophylliidae családjába tartozó nem.

## Tudnivalók
A Turbinaria-fajok korallpolipjaiban egysejtű algák élnek. A T. peltata nevű fajon kívül, az összes többi inkább éjszaka tevékeny. A legfőbb belső élősködőjük, a Xarifia hamata Humes & Ho, 1968 nevű evezőlábú rákfaj (Copepoda).

## Rendszerezés
A nembe az alábbi 14 faj tartozik:
- Turbinaria bifrons Brüggemann, 1877
- Turbinaria conspicua Bernard, 1896
- †Turbinaria cyathiformis Blainville, 1830
- Turbinaria disparata Nemenzo, 1979
- Turbinaria frondens (Dana, 1846)
- Turbinaria heronensis Wells, 1958
- Turbinaria irregularis Bernard, 1896
- Turbinaria mesenterina (Lamarck, 1816)
- Turbinaria patula (Dana, 1846)
- Turbinaria peltata (Esper, 1794)
- Turbinaria radicalis Bernard, 1896
- Turbinaria reniformis Bernard, 1896
- Turbinaria stellulata (Lamarck, 1816)
- Turbinaria yaelae Nemenzo, 1976

Az alábbi taxonok, csak nomen dubium, azaz „kétséges név” szinten szerepelnek:
- Turbinaria agaricia Bernard, 1896
- Turbinaria aspera Bernard, 1896
- Turbinaria auricularis Bernard, 1896
- Turbinaria brassica (Dana, 1846)
- Turbinaria brueggemanni Bernard, 1896
- Turbinaria calicularis Bernard, 1896
- Turbinaria carinata Nemenzo, 1971
- Turbinaria conica Klunzinger, 1879
- Turbinaria crater (Pallas, 1766)
- Turbinaria crispa Rehberg, 1892
- Turbinaria gemmulata Verrill, 1875
- Turbinaria globularis Bernard, 1892
- Turbinaria immersa Yabe & Sugiyama, 1941
- Turbinaria laminata Bernard, 1896
- Turbinaria marmorea Rehberg, 1892
- Turbinaria mollis Bernard, 1896
- Turbinaria orbicularis Bernard, 1896
- Turbinaria palifera (Lamarck, 1816)
- Turbinaria parvistella Saville Kent, 1871
- Turbinaria plicata Bernard, 1896
- Turbinaria pocilliformis Bernard, 1896
- Turbinaria porcellanea Bernard, 1896
- Turbinaria pulcherrima Bernard, 1896
- Turbinaria sinensis Verrill, 1866
- Turbinaria tayamai Yabe & Sugiyama, 1941
- Turbinaria tenuis Von Marenzeller, 1907
- Turbinaria undata Bernard, 1896
- Turbinaria quincuncialis Ortmann, 1889